# Джурков
Джурко́в (укр. Джурків) — село в Подгайчиковской сельской общине Коломыйского района Ивано-Франковской области Украины.
Население по переписи 2001 года составляло 1325 человек. Занимает площадь 19.831 км². Почтовый индекс — 78252. Телефонный код — 03433.